# 岩田健男
岩田 健男（いわた たけお、1950年(昭和25年) - ）は、日本の歯科医師、開業医。日本顎咬合学会元理事長、米国歯科大学院同窓会第7代会長（1980年インディアナ大学）、米国歯科大学補綴学会日本支部会長。学位は博士（歯学）。

## 略歴
1976年 大阪歯科大学卒業、歯科医師免許1980年米国州立インディアナ大学歯学部大学院補綴科卒業。Maste of Science in Dentistry 1984年東京都開業。1999年デンタルヘルスアソシエート代表、新潟大学歯学部補綴科歯学博士DDSc。明海大学歯学部臨床教授などを歴任。

### 経歴
- 1976年 - 大阪歯科大学歯学部卒業　歯科医師（D.D.S.）
- 1978年 - インディアナ州立大学 (Indiana University School of Dentistry) 大学院補綴科入学
- 1980年 - インディアナ州立大学大学院修了（M.S.D.）
- 1980年 - 日本へ帰国後、国際デンタルアカデミー　副所長
- 1984年 - 東小金井歯科を開業（東京都小金井市）
- 1987年 - 医療法人社団健歯会　理事長
- 1992年 - 明海大学歯学部臨床教授就任
- 1999年 - 新潟大学歯学部大学院補綴科修了　歯学博士（D.D.Sc.）
- 1999年 - 優れた歯科人材育成を目的として、東京都新宿駅南口にDENTAL HEALTH ASSOCIATES（略称：DHA）を設立。(その後、規模拡大につき2008年1月、千代田区四番町へ移転）
- 2006年 - 日本顎咬合学会理事長 〜2007年
- 2007年 - 米国歯科大学院同窓会　（略称：JSAPD）会長

## DHA（DENTAL HEALTH ASSOCIATES）
- 設立：1999年6月20日
- 質の高い卒後技術研修施設の設立を趣旨とし、施設・設備・機材を整備し新宿区に開業。その後、千代田区へ拡大移転。歯科医師のみならず歯科技工士・歯科衛生士への優秀な歯科人材を育成すべく一貫した卒後研修を展開している。
- 相田化学工業株式会社が岩田の想いに賛同し、新宿区南口に会場を用意してくれた[3]。

## 著書
- 岩田健男『前歯の審美補綴　カラーレス・クラウン』クインテッセンス出版、1987年5月10日。ISBN 978-4-87417-213-1。 NCID BN00968102。
- 岩田, 健男、筒井, 昌秀、中村, 公雄 編『現代のセラモメタルレストレーション』医歯薬出版〈月刊「歯界展望」別冊〉、1991年12月。
- Jan H.N. Pameijer『パメヤーの歯冠補綴学 : 歯周組織と咬合を考慮したクラウン・ブリッジの臨床』監訳 岩田健男、イワタオッセオインテグレーション研究所、1992年4月。 NCID BN08579829。
- 岩田健男、伊藤公一、小谷田仁『審美歯科臨床基本テクニック : カラーアトラス part 1』クインテッセンス出版、1994年3月。ISBN 487417440X。 NCID BN10451566。
- 岩田健男、伊藤公一、小谷田仁『審美歯科臨床基本テクニック : カラーアトラス part 2』クインテッセンス出版、1994年3月。ISBN 4874174418。 NCID BN10451566。
- 和田兼義、岩田健男 著「印象採得にあたって考えること (2)クラウン・ブリッジの印象採得のテクニック ラミネートベニアの印象」、菅野博康、中尾勝彦 編『実力アップ 印象採得』医歯薬出版〈月刊「補綴臨床」別冊〉、1994年9月。 NCID BN11443676。
- 岩田健男、中尾均、門谷圭一郎 著「接着・合着の工夫・応用 唾液の多い症例への対処法」、中尾勝彦、飯島国好 編『実力アップ 接着・合着』医歯薬出版〈月刊「補綴臨床」別冊〉、1995年8月。 NCID BN15739594。
- Gerard J．Chiche『シーシェの 審美補綴』共訳 岩田健男、伊藤公一、蓮見禎彦、クインテッセンス出版、1995年9月10日。ISBN 978-4-87417-488-3。 NCID BN13208484。
- 岩田健男、小田孝 著「歯冠修復技工学 (9) セラモメタルレストレーションより審美的かつ耐久性に優れた補綴物の製作法」、日本歯科技工士会 編『歯科技工学臨床研修講座』 第3巻、医歯薬出版、1998年1月。ISBN 978-4-263-43223-5。 NCID BA31151795。
- 阿部晴彦、佐藤直志、岩田健男、元永三『機能・審美的な咀嚼器構築の臨床 有歯顎・無歯顎症例に対するSHILLA SYSTEMの活用』クインテッセンス出版、1999年4月10日。ISBN 978-4-87417-617-7。 NCID BA40931423。
- 岩田健男 他 著、山本美朗、河津寛 編『クリニカル・インプラントロジー : 外科・補綴・技工』クインテッセンス出版、2000年5月。ISBN 4874176410。 NCID BA47307088。
- 岩田健男、河津寛、伊藤雄策、河原英雄、上村恭弘、山本美朗 編『臨床家のためのインプラント補綴』デンタルダイヤモンド社 〈デンタルダイヤモンド増刊号〉、2002年8月1日。ISBN 4885107962。 NCID BA60766104。
- 岩田健男『日常臨床のためのオクルージョン』クインテッセンス出版、2002年10月10日。ISBN 978-4-87417-740-2。 NCID BA59453622。
- 岩田健男『日常臨床のためのオクルージョン』（増補改訂版）クインテッセンス出版、2008年6月10日。ISBN 978-4-7812-0016-3。 NCID BA86565254。
- 岩田健男、石川明『歯科医院経営実践マニュアルvol.21 増患増収の予防歯科医院づくり 予防歯科の導入に成功した歯科医院の全ノウハウ』クインテッセンス出版〈歯科医院経営実践マニュアル〉、2008年12月20日。ISBN 978-4-7812-0045-3。 NCID BA88418341。
- 岩田健男『支台歯形成のベーシックテクニック』デンタルダイヤモンド社 、2011年10月1日。ISBN 9784885102394。 NCID BB07215458。
- 岩田健男 著「Part I：最新の咬合理論と臨床 CHAPTER 1 日常臨床のためのオクルージョン 咬合治療の基本原則」、山崎長郎、山地正樹 編『咬合再構成 その理論と臨床 咬合と全身との調和』クインテッセンス出版、2013年11月10日。ISBN 978-4-7812-0342-3。 NCID BB13974351。
- 岩田健男、田村勝美 著「Part 1 ワックスアップ概論 3 ワックスアップに必要な咬合の知識」、齊木, 好太郎、大畠, 一成、安江, 透 編『ワックスアップ これからのスタンダード』医歯薬出版〈月刊「歯科技工」別冊〉、2003年12月。 NCID BA67570905。
- 岩田健男、岩田卓也 著「第2章　CAD/CAM　必須テクニック CAD/CAMオールセラミッククラウン　前歯部の支台歯形成/CAD/CAMオールセラミッククラウン　小・大臼歯部の支台歯形成」、末瀬一彦、宮﨑隆 編『最新CAD/CAM歯冠修復治療』監修 日本デジタル歯科学会、医歯薬出版〈隔月刊「補綴臨床」別冊〉、2014年12月。 NCID BB17622414。
- 岩田健男『必ず上達　支台歯形成 イラストで見るビギナーのためのバー操作ステップバイステップ』クインテッセンス出版〈必ず上達シリーズ〉、2015年2月10日。ISBN 978-4-7812-0421-5。
- 小川洋一、岩田健男、辰巳進、田村勝美『審美と咬合の調和 -広範囲の補綴治療における咬合平面の臨床的決定方法-』クインテッセンス出版 2011年12月10日 ISSN 0286-407X
- 岩田健男　『Dr.岩田の「咬合臨床」基本原則　〜補綴臨床を成功に導く日常臨床咬合像の全て〜』　医療情報研究所　2021年12月
- 岩田健男　「咬合・補綴の臨床マスター　歯科ほど良い仕事はない」デンタルダイヤモンド社　2023年4月 ISBN 978-4-88510-562-3

## 所属団体
- 日本歯科医学会
  - 日本補綴歯科学会[1]
  - 日本顎咬合学会 顧問[4]、元理事長[1]
- 日本デジタル歯科学会理事[5]
- 米国歯科大学院同窓会元会長[2]
- 米国歯科大学補綴学会日本支部会長[1]
- AMERICAN ACADEMY OF FIXED PROSTHODONTICS (AAFP)
- AMERICAN ACADEMY OF RESTORATIVE DENTISTRY (AARD)
- AMERICAN COLLEGE OF PROSTHODONTISTS (ACP)
- INTERNATINAL ACADEMY OF GNATHOLOGY (IAG)

| 学職                                         | 学職                                                                 | 学職                                           |
| -------------------------------------------- | -------------------------------------------------------------------- | ---------------------------------------------- |
| 先代 酒井邦明 第6代                          | 米国歯科大学院同窓会会長 第7代                                       | 次代 藤田哲夫 第8代                            |
| 先代 鹿島勇 第24回 2006年 東京国際フォーラム | 日本顎咬合学会学術大会・総会 大会長 第25回 2007年 東京国際フォーラム | 次代 小林和一 第26回 2008年 東京国際フォーラム |